# Pre Rup

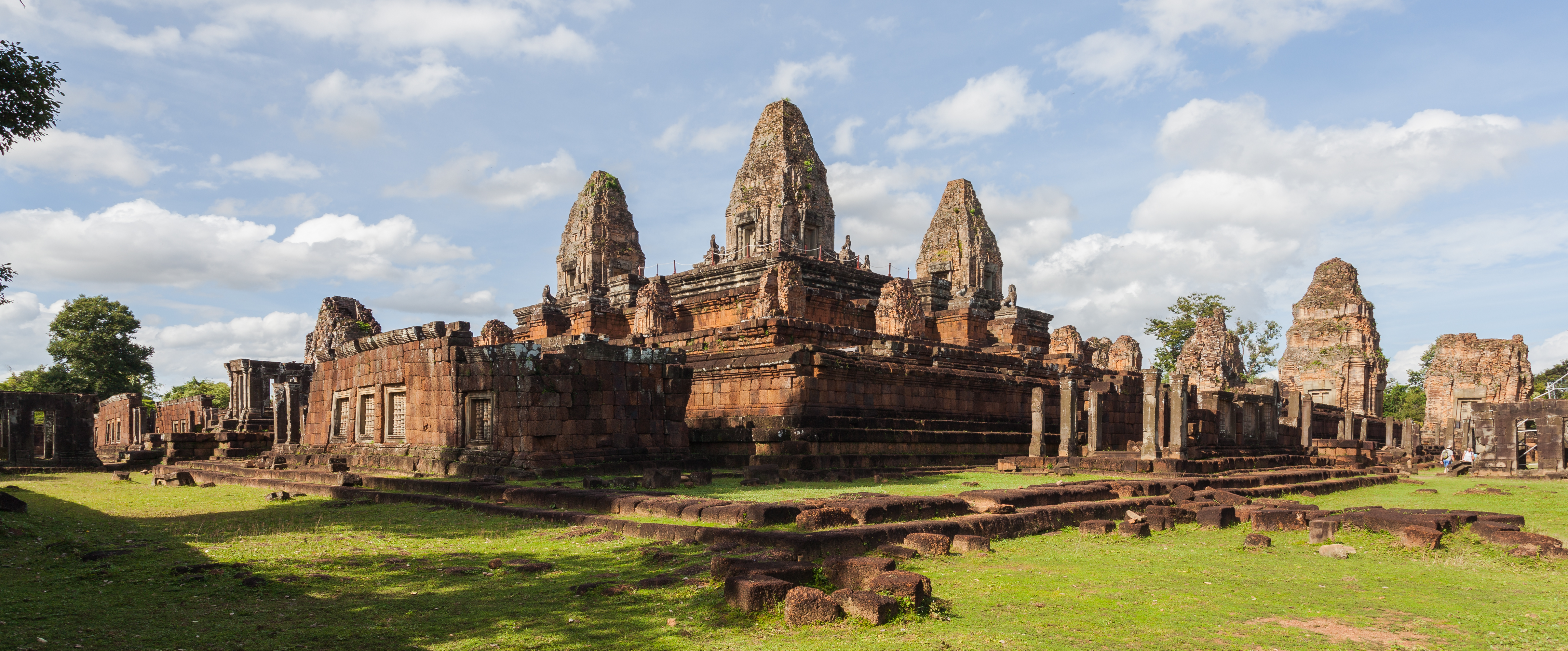
Der Staatstempel Pre Rup

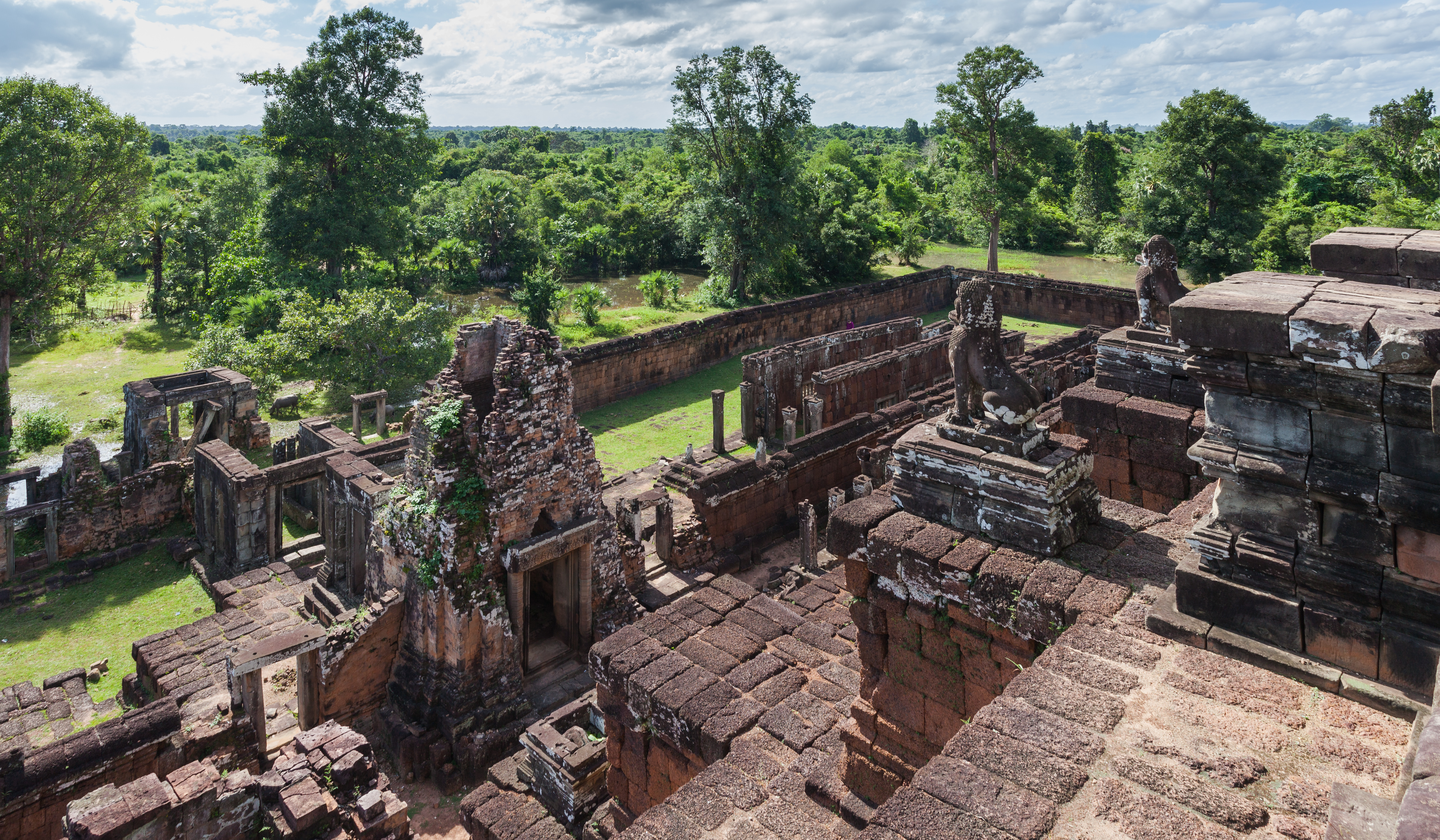
Blick von der obersten Pyramidenstufe nach Osten

Der Shiva geweihte Pyramidentempel Pre Rup (Khmer: ប្រាសាទប្រែរូប), nahe der kambodschanischen Stadt Siem Reap gelegen, ist der bedeutendste Angkortempel des 10. Jahrhunderts.

## Geschichte
Als Jayavarman IV. im Jahr 928 König des gesamten Khmer-Reichs wurde, verlegte er die Hauptstadt des Angkorreichs etwa 100 km weit in Richtung Nordosten nach Koh Ker. Auch dessen Nachfolger Harshavarman II. (Regierungszeit 941–944) residierte in Koh Ker. König Rajendravarman II. (Regierungszeit 944–968), ein Cousin Harshavarmans II., zog zurück nach Angkor, aber nicht an den Phnom Bakheng, sondern wenige Kilometer entfernt an den Östlichen Baray. Er ließ die einstige Hauptstadt Yasodharapura restaurieren und den Insel-Tempel Östlicher Mebon errichten, der 952 eingeweiht wurde. Neun Jahre später und 500 m südlich davon, wurde sein Staats-Tempel, der Pyramidentempel Pre Rup eingeweiht. Dieser besitzt einen ähnlichen Bauplan wie der Östliche Mebon, ist aber komplexer und prächtiger. Der Pre Rup wiederum diente als Modell für die weit größeren „Tempelberge“ Ta Keo und Angkor Wat.

## Architektur
Vom Osten her führt ein heute weitgehend von der vorbeiführenden Straße verdrängter Dammweg an das Bauwerk heran. Auf einer Grundfläche von 127 auf 117 m schichten sich eine zweistufige Terrasse und eine dreistufige steile Pyramide (Höhe 12 m), darauf erheben sich fünf Prasat genannte Türme, im Quincunx angeordnet, also wie die fünf Punkte auf einer Würfelfläche. Die Baumaterialien, von unten nach oben, sind Laterit, Sandstein und Backstein.
Aus den vier Haupthimmelsrichtungen erblickt man die vier Seiten der Anlage und steigt jeweils mittig über mit Absätzen versehene Treppen auf den zentralen, deutlich erhöhten Turm zu. Diese Architektur symbolisiert in ihrer Ausrichtung Harmonie mit Erde und Himmel, in ihrem Aufbau den ins Zentrum und nach oben führenden Weg zu den Göttern, die auf dem Berg Meru wohnen.
Weitere Elemente sind insbesondere fünf Ziegeltürme und eine Kette von Hallen auf der unteren Terrassenstufe, zwei so genannte Bibliotheken und weitere Bauten auf der oberen Terrassenstufe sowie zwölf kleinere Türme auf der untersten Pyramidenstufe.

## Bauschmuck

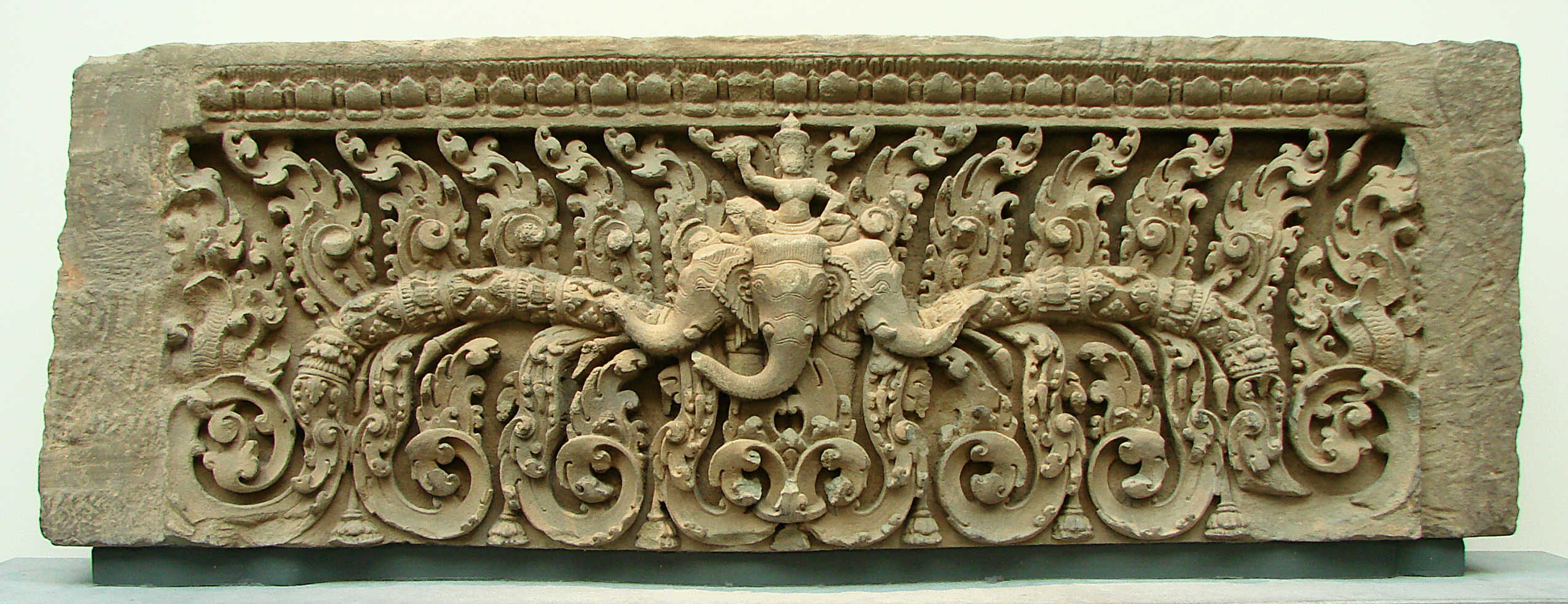
Türsturz ungeklärter Herkunft im so genannten Pre-Rup-Stil (Musée Guimet, Paris)

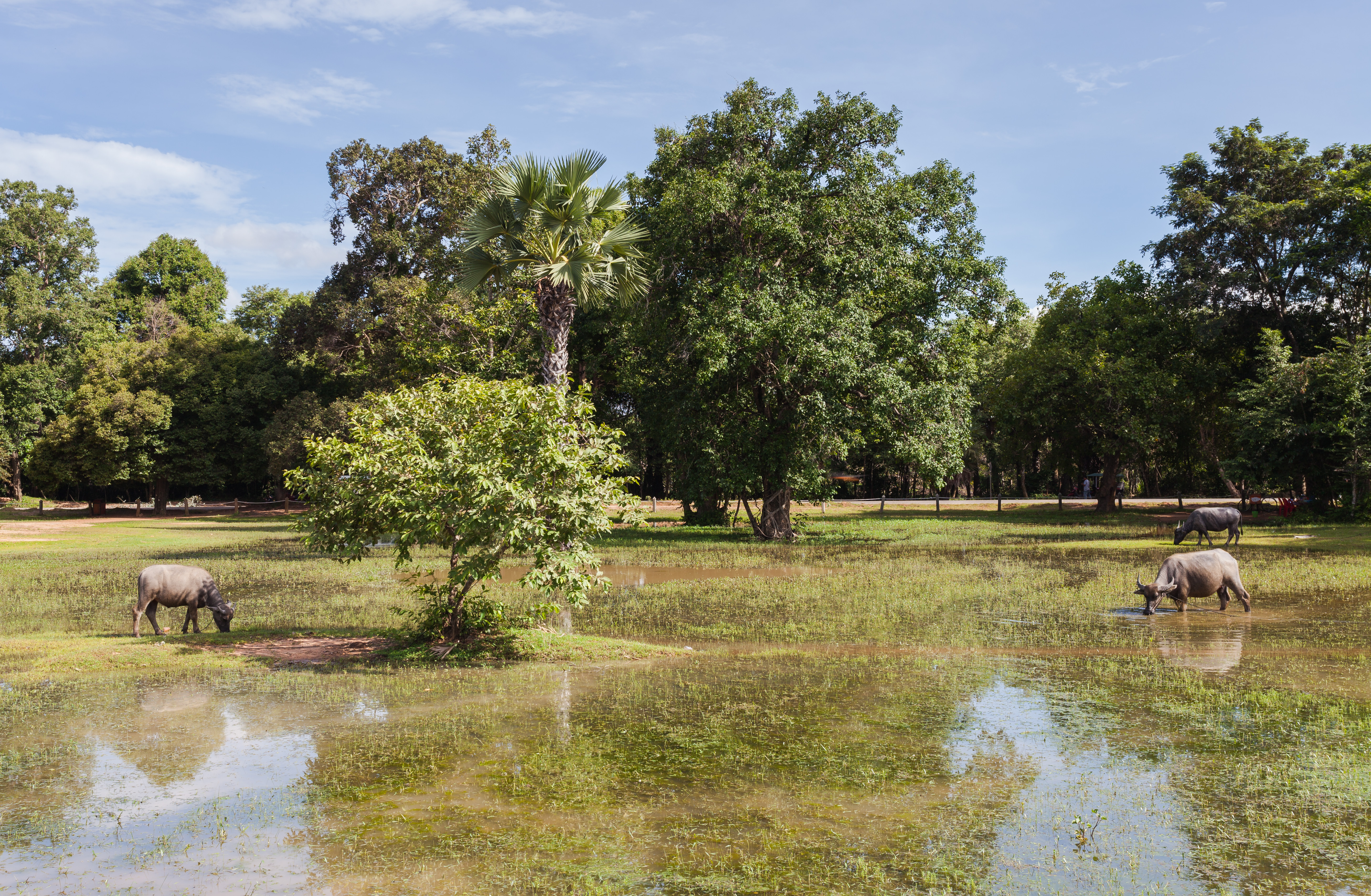
Wasserbüffel nördlich von Pre Rup

Pre Rup ist wegen seiner stimmigen und stilbildenden Architektur bedeutend, nicht wegen seines Bauschmucks. Die Qualität der Sandsteinreliefs und der wenigen erhaltenen Stuckarbeiten an den Türmen ist jedoch durchweg beachtlich. Die Ecken des zentralen Turms und der Osttürme sind mit männlichen, die Ecken der Westtürme mit weiblichen Wächterfiguren versehen. Der Südwestturm zeigt Brahmi, das weibliche Prinzip Brahmas (vier Köpfe, vier Arme), und Varahi, eine weibliche Inkarnation Vishnus (Wildschweinkopf).